# Florizel von Reuter
Florizel von Reuter (Davenport, 21 gennaio 1890 – Waukesha, 10 maggio 1985) è stato un violinista e insegnante statunitense.
Florizel von Reuter fu un violinista, compositore di origine americana, attivo soprattutto in Germania. Fu anche medium e autore di diversi libri sulle sue presunte comunicazioni medianiche con musicisti deceduti. Fu soprannominato Paganini Redivivus.

## Biografia
Florizel Reuter nacque il 21 gennaio 1890 a Davenport (Iowa, Stati Uniti). Ebbe le sue prime lezioni di violino da sua madre. Bambino prodigio, iniziò ad esibirsi in pubblico molto presto e nel 1899 si recò a studiare a Londra. Fu allievo di Max Bendix, Emile Sauret, César Thomson e Henri Marteau. Completò gli studi a Ginevra nel 1901. Il suo primo concerto professionale fu a La Chaux-de-Fonds in Svizzera nel 1900. Dopo aver tenuto 30 concerti in Svizzera intraprese una serie di tournée negli Stati Uniti.
Oltre alle sue tournée concertistiche, nel 1916-1917 Florizel von Reuter assunse la direzione dell'Accademia musicale di Zurigo. Durante gli anni '20 sua madre sviluppò apparenti poteri psichici ricevendo presunti messaggi spirituali attraverso la scrittura automatica. Florizel si impegnò a fondo in questo e agì come medium e come “registratore” delle scoperte, che furono descritte per la prima volta nella monografia The Psychic Experiences of a Musician (in Search of Truth) prefazionata da Sir Arthur Conan Doyle  e in The Consoling Angel. Questi in particolare descrivevano le presunte conversazioni con famosi musicisti defunti. I suoi primi importanti contatti sarebbero stati Paganini e Pablo de Sarasate. Seguirono altri messaggi di Giuseppe Tartini, Pietro Locatelli, Karol Lipiński, Pierre Baillot, Charles Auguste de Bériot, Henri Vieuxtemps, Joseph Joachim (che avrebbe inviato messaggi ai suoi parenti, le violiniste Jelly d’Arányi e Adila Fachiri), Ferdinand Hérold, Édouard Lalo, Max Reger, Nikolaj Rimskij-Korsakov e Edvard Grieg. I suoi presunti scambi con gli spiriti furono descritti nel suo libro A Musician's Talks with Unseen Friends
Dal 1931 al 1933 fu professore di violino all'Accademia di Musica di Vienna. Nel corso degli anni '30 ha mantenuto una doppia attività di interprete e insegnante, soprattutto in Germania. Realizzò diverse registrazioni solistiche per la Polydor Records, ma anche lavori per ensemble da camera (1935-1936) con Elly Ney, Max Strub (violino), Walter Trampler (viola), Ludwig Hoelscher (violoncello), e sotto la direzione di Willem van Hoogstraten.   
Von Reuter rimase in Germania fino alla fine degli anni Quaranta, per poi tornare negli Stati Uniti. Si stabilì a Waukesha (Wisconsin) e divenne la spalla della Waukesha Symphony Orchestra, insegnando ancora nei primi anni ‘80. Durante gli anni '70 e '80 ha dato molti "concerti d’addio". Von Reuter morì nel sonno a Waukesha il 10 maggio 1985.

## Revisioni
- Niccolò Paganini, 24 Capricen für Violine allein, op. 1, rev. F. von Reuter, Leipzig, Eulenburg, 1924
- Max Reger, Andante e Rondò Capriccioso per violino e orchestra op. 147; rielaborazione di F. von Reuter col nuovo titolo: Sinfonische Rhapsodie

## Scritti
- Führer durch die Solo-Violinmusik. Eine Skizze ihrer Entstehung und Entwicklung mit kritischer Betrachtung ihrer Hauptwerke, Berlin, M. Hesse, 1926
- The Psychic Experiences of a Musician, Simpkin, Marshall, Limited and The Psychic Press, 1928
- The Consoling Angel, 1928
- A Musician Talks With Unseen Friends, Londra, Rider, 1931
- The Additor Experiments for Members of the British College of Psychic Science, in  «Psychic Science», Vol. IX n. 4, (January 1931), pp. 284-291
- Great People I Have Known, Freeman Printing, 1961
- The Twilight of the Gods (Hitler's Berlin: A Novel, by an American Who Experienced It, Cultural Press, 1962
- Maiden Worlds Unconquered, Eleven Fiction Tales of Love Through the Ages, Cultural Press, 1967
- The Master From Afar: A Flight into the Past as it Might Have Been, Carlton Press, 1972

## Selezione di composizioni
- Chanson triste per violino e pianoforte (1909)
- Danses roumaines per violino e orchestra, op. 2 n. 1 (1909)
- Old American Negro Songs per violino e pianoforte (1931)
- Suite after Caprices of Pietro Locatelli per violino solo (1925)
- Variations on a Funeral March (Original Theme) per violino solo (1925)